# Spirochaeta
Die zur Gattung der Spirochaeta (Frisch- und Meerwasserspirochäten) gehörenden Bakterien sind gramnegativ.

## Ökologie
Die Arten der Spirochaeta kommen in schwefelwasserstoffreichen Abfällen, Schlammschichten und Abwässern vor. Einige Arten sind extremophil, sind auf hohe Temperaturen um 50 bis 60 °C und hohe basische pH-Werte (8–10) angewiesen und daher in ähnlichen Gebieten angesiedelt wie Archea. Besonders an extreme Umweltbedingungen angepasst ist Spirochaeta americana, eine Art dieser Gattung, die im Jahre 2003 beschrieben wurde.

## Systematik
Der Erreger der Syphilis, Treponema pallidum, wurde früher ebenso wie der Erreger der Weilschen Krankheit, Leptospira icterohaemorrhagica, dieser Gattung zugeordnet. Von den aktuell geführten Arten sind bisher keine Krankheitserreger bekannt (Stand 2005).
Die Gattung hat etwa 70 Arten, darunter:
- Spirochaeta coccoides
- Spirochaeta buccalis